# 卢瓦尔河畔日利
卢瓦尔河畔日利（法語：Gilly-sur-Loire，法語發音：[ʒili syʁ lwaʁ]）是法国索恩-卢瓦尔省的一个市镇，属于沙罗勒区。

## 地理
卢瓦尔河畔日利（46°32'17"N, 3°46'44"E）面积22.63 平方千米，位于法国勃艮第-弗朗什-孔泰大區索恩-卢瓦尔省，该省份为法国中部省份，北起顺时针与科多尔省、汝拉省、安省、罗讷省、卢瓦尔省、阿列省和涅夫勒省接壤。
与卢瓦尔河畔日利接壤的市镇（或旧市镇、城区）包括：迪乌、卢瓦尔河畔皮埃尔菲特、波旁朗西、沙尔穆、卢瓦尔河畔佩里尼、卢瓦尔河畔圣欧班。

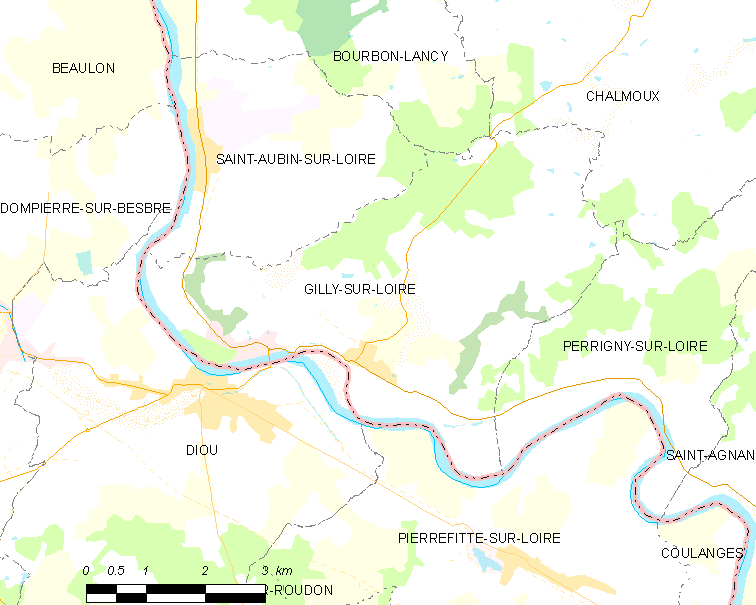
卢瓦尔河畔日利的OSM定位图

卢瓦尔河畔日利的时区为UTC+01:00、UTC+02:00（夏令时）。

## 行政
卢瓦尔河畔日利的邮政编码为71160，INSEE市镇编码为71220。

## 政治
卢瓦尔河畔日利所属的省级选区为迪关县。

## 人口

1962-2008年间卢瓦尔河畔日利人口变化图示

卢瓦尔河畔日利于2022年1月1日时的人口数量为475人。